# 格林瓦利 (伊利諾伊州)
格林瓦利（英語：Green Valley）是位於美國伊利諾伊州塔茲韋爾縣的一個村落。

## 地理
格林瓦利的座標為40°24′31″N 89°38′39″W / 40.40861°N 89.64417°W，而該地最高點為海拔高度163米（即535英尺）。

## 人口
根據2010年美國人口普查的數據，格林瓦利的面積為0.79平方千米，當中陸地面積為0.79平方千米，而水域面積為0.00平方千米。當地共有人口709人，而人口密度為每平方千米897人。